# Дайана Дево
Дайана Дево (англ. Diana DeVoe), урождённая Эйприл Картер (англ. April Carter, род. 26 октября 1980, Оаху, Гавайи) — американская порноактриса и порнорежиссёр, член Зала славы Urban X.

## Биография
Родилась 26 октября 1980 года на Оаху, Гавайи. Имеет афроамериканские, филиппинские и полинезийские корни. Окончила Гавайский университет, где получила степень бакалавра в области рекламы и коммуникаций. После окончания учёбы непродолжительное время управляла свингер-клубом.
В 1999 году, в возрасте 19 лет, дебютировала в порноиндустрии. Через три года, в 2002 году, также взяла на себя роль режиссёра, сняв несколько фильмов, в большинстве из которых сыграла.
Снималась для таких студий, как Dreamland, Wildlife, Metro, Anabolic, Legend Video, Red Light District, Vivid, Adam & Eve, Celestial, Evil Angel, Elegant Angel, Sin City, Devil's Film, VCA, Caballero, Afrocentric и другие.
С 1994 года замужем за продюсером, режиссёром и актёром Александром Дево. Пара редко снималась вместе, из совместных ролей можно назвать My Baby Got Back 26, а также двухсерийник, выпущенный в 2001 и 2002 годах под названием Soulmates, который является частью сериала по сексуальному образованию Alexander Institute.
В 2002 году получила номинацию на AVN Awards как лучшая актриса второго плана за Lacey is Disturbed. В 2005 году впервые снялась в сцене анального секса в Miss Phat Booty 2, для студии Juicy Entertainment.
В 2010 году была включена Зал славы Urban X.
Ушла из индустрии в 2016 году, снявшись в 132 фильмах и для 133 выступив режиссёром.

## Награды и номинации
| Год  | Церемония     | Результат | Номинация                    | Работа             |
| ---- | ------------- | --------- | ---------------------------- | ------------------ |
| 2002 | AVN Awards    | Номинация | Лучшая актриса второго плана | Lacey is Disturbed |
| 2010 | Urban X Award | Победа    | Зал славы Urban X            | н/д                |

## Избранная фильмография
- Lacey is Disturbed
- My Baby Got Back 26
- Soulmates
- Phatty Girls 5